# Аплтон (тауншип, Миннесота)
Аплтон (англ. Appleton) — тауншип в округе Суифт, Миннесота, США. На 2000 год его население составило 232 человека.

## География
По данным Бюро переписи населения США площадь тауншипа составляет 82,5 км², из которых 79,8 км² занимает суша, а 79,8 км² — вода (3,29 %).

## Демография
По данным переписи населения 2000 года здесь находились 232 человека, 92 домохозяйства и 72 семьи.  Плотность населения —  2,9 чел./км².  На территории тауншипа расположено 102 постройки со средней плотностью 1,3 построек на один квадратный километр. Расовый состав населения: 90,95 % белых, 0,43 % коренных американцев, 5,17 % азиатов, 2,16 % — других рас США и 1,29 % приходится на две или более других рас. Испанцы или латиноамериканцы любой расы составляли 2,16 % от популяции тауншипа.
Из 92 домохозяйств в 27,2 % воспитывались дети до 18 лет, в 66,3 % проживали супружеские пары, в 6,5 % проживали незамужние женщины и в 21,7 % домохозяйств проживали несемейные люди. 16,3 % домохозяйств состояли из одного человека, при том 5,4 % из — одиноких пожилых людей старше 65 лет. Средний размер домохозяйства — 2,52, а семьи — 2,81 человека.
22,0 % населения — младше 18 лет, 3,9 % — в возрасте от 18 до 24 лет, 19,8 % — от 25 до 44, 36,2 % — от 45 до 64, и 18,1 % — старше 65 лет. Средний возраст — 47 лет. На каждые 100 женщин приходилось 88,6 мужчин.  На каждые 100 женщин старше 18 приходилось 96,7 мужчин.
Средний годовой доход домохозяйства составлял 48 125 долларов, а средний годовой доход семьи —  51 071 доллар. Средний доход мужчин —  35 714  долларов, в то время как у женщин — 21 458. Доход на душу населения составил 20 714 долларов. За чертой бедности находились 2,6 % семей и 4,1 % всего населения тауншипа, из которых 13,0 % старше 65 лет.